# Ultimates
Pour les articles homonymes, voir Ultimate.
Les Ultimates sont une équipe de super-héros appartenant à l'univers Ultimate Marvel. Ils sont apparus en mars 2002 dans la série du même nom créée par Mark Millar et Bryan Hitch. Comme toutes les autres séries de ce label, il s'agit d'une version modernisée de la série des Vengeurs de Marvel Comics.

## Histoire

### Super-soldat
Du fait de l'importance prise par le problème mutant et de la fin du programme Arme X, le gouvernement américain investit des sommes énormes dans le programme de création de super-soldats. Nick Fury, devenu le chef du SHIELD, avec l'aide de Bruce Banner (Hulk) et Hank Pym (Giant-Man) met sur pied une équipe dans laquelle il va intégrer des personnages puissants tels que Iron Man ou Thor. Ils établiront de nombreuses missions ensemble.

### Secret d’État
Bruce Banner doit être jugé à la suite de la destruction de Manhattan par Hulk. Tony Stark et la Veuve Noire se fiancent.

### Ultimate Galactus
Une menace extra-terrestre plane sur la Terre. Avec l’aide des X-Men, les Ultimates découvrent l’origine du problème en Russie : Vision. Après son étude, une collaboration est nécessaire avec les Fantastiques et Capitaine Marvel pour lutter contre Galactus.

### Independence Day
Un traître est présent dans l’équipe. Qui parmi les Ultimates est coupable ?
Plus tard les Ultimates apprendrons que  la veuve noire les a trahis et cette dernière tente de tuer Iron Man

### Ultron et Magneto
Le robot Ultron sème la pagaille, ce qui aboutit à la mort de la Sorcière Rouge, poussant Magneto à bout.

### Ultimatum
De nombreux héros ayant été tués par l’attaque surprise de Magneto, la plupart des héros restants sont pris sous l'aile du S.H.I.E.L.D. Ainsi, Spider-Man reçoit la formation d'Iron Man et Captain America afin qu'il intègre les Ultimates une fois adulte. Voir l’article Ultimatum.

### Ultimate Avengers et Nouveaux Ultimates
Après le retour de Nick Fury d'une dimension parallèle et la création des Vengeurs, des tensions commencent à monter. Des rumeurs indiquent que Fury est un traître depuis de nombreuses années, alors que d'autres affirment que les Ultimates sont tous des traîtres. Les deux équipes s'affrontent alors. Sur le pont George-Washington, Captain America passe à tabac Fury, qui tente de s'expliquer. Le Punisher, dans l'équipe de Fury, tente alors de tirer sur Cap, mais Spider-Man intercepte le tir. Une fois le vrai coupable désigné, à savoir Gregory Stark, frère de Tony, les deux équipes s'allient et s'engagent contre Gregory, que Thor tuera lors de l'affrontement.

### Post-Mortem
Après la mort de Spider-Man, Cap vient à l'enterrement et explique à May Parker que la mort de Peter est de sa faute. Elle le giflera violemment dans l'église. Par la suite, Captain America décide de démissionner.

## Personnages

### À la création de l’équipe
- Nick Fury : membre du S.H.I.E.L.D. et à l’origine de la création des Ultimates
- Steve Rogers (Captain America) : capitaine de l’armée américaine pendant la seconde guerre mondiale, retrouvé congelé au début des années 2000
- Bruce Banner (Hulk) : scientifique ayant travaillé sur une tentative de recréation du sérum du Super-Soldat
- Henry Pym (Giant Man) : scientifique travaillant sur une formule pour changer de taille
- Janet Pym (La Guêpe) : scientifique mutante pouvant changer de taille et obtenant des ailes de guêpe
- Tony Stark (Iron Man) : milliardaire ayant créé une armure mécanique lui fournissant une force et une résistance développées
- Thor : réincarnation du fils d’Odin, ancien sujet de l’équipe scientifique européenne visant à la création d’une équipe de super-humains

### Ajoutés à l’équipe
- Natasha Romanoff (La Veuve Noire) : soviétique engagée par Nick Fury
- Clint Barton (Œil-de-Faucon) : recruté par Nick Fury en faveur de ses capacités visuelles lui permettant de viser à l’arc très précisément
- Betty Ross : ex-compagne de Bruce Banner, employée par Nick Fury pour les relations et la communication
- Pietro Lensherr (Vif-Argent) : fils de Magnéto, rejoignant l’équipe après avoir quitté la Confrérie des mutants. Il peut se déplacer très rapidement.
- Wanda Lensherr (La Sorcière Rouge) : fille de Magnéto, elle a la faculté de modifier les propriétés physiques de l’environnement

## Publication

### États-Unis
La série a fait l'objet de deux saisons de treize épisodes chacune par Mark Millar et Bryan Hitch. Ils doivent être remplacés pour une troisième saison par le scénariste Jeph Loeb et le dessinateur Joe Madureira.
La série a fait l'objet d'un crossover avec les Ultimate X-Men dans la mini-série Ultimate War, et d'un autre avec Ultimate Spider-Man dans la mini-série Ultimate Six.
Il existe également un ensemble de trois mini-séries scénarisées par Warren Ellis, Ultimate Nightmare, Ultimate Secret, et Ultimate Extinction, mettant en scène les Ultimates et d'autres héros face à une menace cosmique. 
Ils font aussi régulièrement des apparitions dans les autres séries régulières et mini-séries de l'univers Ultimate Marvel.

### France
La série est traduite en France dans une revue du même nom publiée par Panini.
En librairie, Ultimates chez Marvel deluxe :
1. Super-soldat, novembre 2005 :
  - « Ultimates 1 » (tomes 1-13)
2. Secret d’État, août 2009 :
  - « Ultimates 2 » (tomes 1-6)
  - « Les réservistes » (Annuel 1)
  - « Spider-Man & Hulk » (Team-Up 2 et 3)
  - « Spider-Man & La Veuve noire » (Team-Up 14)
3. Ultimate Galactus, mai 2010
  - « Cauchemar » (cinq tomes)
  - « Secret » (quatre tomes)
  - « Extinction » (cinq tomes)
4. Independence Day, août 2010 :
  - « Ultimates 2 » (tomes 7-13)
  - Annuel 2
5. Ultimatum, octobre 2011
  - « Ultimates 3 : Sexe, mensonges et DVD » (tomes 1-5)
  - « Ultimatum » (tomes 1-5)

En kiosque, Ultimate Avengers après le cross-over Ultimatum, ainsi que :
- hors-série 1 : Thor
- hors-série 2 : Captain America
- hors-série 3 : Nouveaux Ultimates
- hors-série 4 : Ultimate X

En librairie chez Marvel deluxe :
1. Ultimate Avengers Tome 1

À partir de 2012, dans la revue Ultimate Universe, aux côtés des séries consacrées à Spider-Man et aux X-Men.

## Autres médias
Un DVD Ultimate Avengers: The Movie inspiré de ce comic-book est sorti en février 2006 aux États-Unis.